# Moderato cantabile (película)
Moderato cantabile es una película franco-italiana de 1960, en blanco y negro, del género drama, dirigida por Peter Brook. 

## Características
Protagonizada por Jeanne Moreau y Jean-Paul Belmondo en los papeles principales. El guion de Marguerite Duras y Gérard Jarlot está basado en la novela homónima de Marguerite Duras. Fue la ganadora del Premio del Festival de Cannes (compartido) a la mejor actriz (Jeanne Moreau).
- Datos: Q2531368